# Peter Vindahl Jensen
Peter Vindahl Jensen (* 16. Februar 1998 in Helsingør) ist ein dänischer Fußballtorwart. Er steht bei Sparta Prag unter Vertrag und ist ehemaliger dänischer Nachwuchsnationaltorhüter.

## Karriere

### Verein
Peter Vindahl Jensen wechselte im Alter von 17 Jahren in die Jugendabteilung des FC Nordsjælland, nachdem er bei Helsingør, Hørsholm UI und bei Lyngby BK gespielt hatte. Ein halbes Jahr nach seinem Wechsel an die Akademie nahm er an mehreren Trainingseinheiten der Profimannschaft teil, ehe er im Sommer 2016 in die Profimannschaft übernommen wurde. Im Januar 2017 verlängerte Vindahl Jensen seine Vertragslaufzeit bis 2019. Er lief am 26. September 2018 beim 4:0-Sieg in der dritten Runde des dänischen Pokals bei HB Køge erstmals für die Profimannschaft auf. Am 10. Januar 2019 verlängerte Peter Vindahl Jensen seine Vertragslaufzeit erneut bis 2022. Er lief am 30. März 2019 beim torlosen Unentschieden am ersten Spieltag der Meisterschaftsrunde der Superliga beim FC Midtjylland erstmals im Punktspielbetrieb für die Profis auf. Insgesamt kam Vindahl Jensen zu sechs Einsätzen und wurde mit dem FC Nordsjælland in der Meisterschaftsrunde Tabellenletzter. In der Folgesaison war er lange Zeit nur zweite Wahl und hatte allenfalls in der zweiten Mannschaft gespielt, ehe er sich im Laufe der Meisterrunde in der Profimannschaft den Platz des Stammtorhüters erkämpfte. Die Saison 2020/21 bedeutete dann der Durchbruch von Peter Vindahl Jensen, der mit dem FC Nordsjælland in der Meisterrunde den fünften Platz belegte.
Am 16. August 2021 wechselte er in die Niederlande zu AZ Alkmaar. Dort unterschrieb Vindahl Jensen einen Vertrag bis 2025. Er gab am 11. September 2021 bei der 0:3-Niederlage gegen den PSV Eindhoven sein Debüt für seinen neuen Verein und war sofort Stammtorwart; er absolvierte in seiner ersten Saison im Ligaalltag 32 Spiele. In den Play-offs zur Europa League, wo AZ Alkmaar gegen Celtic Glasgow ausschied, blieb Peter Vindahl Jensen noch ohne Einsatz, in der neugegründeten UEFA Europa Conference League kam er mit seinem Verein bis ins Achtelfinale und schied dort gegen FK Bodø/Glimt aus. Er kam dabei in jedem Spiel zum Einsatz. National qualifizierte sich AZ Alkmaar für die ligainternen Play-offs um die Teilnahme an der Conference League in der neuen Saison und setzte sich dabei gegen den SC Heerenveen und gegen Vitesse Arnheim durch. In der Folgesaison verlor Vindahl Jensen seinen Stammplatz zwischen den Pfosten.
Zum 1. Januar 2023 wechselte Vindahl Jensen bis zum Ende der Saison 2022/23 auf Leihbasis in die 2. Bundesliga zum 1. FC Nürnberg. Der Verein reagierte damit auf die Verletzung seines Stammtorhüters Christian Mathenia. Hier kam er auf 14 von 17 möglichen Ligaspielen und drei Pokalspielen. In den letzten drei Ligaspielen fehlte er wegen eines Innenbandanrisses des Knies. 
Zur Saison 2023/24 kehrte er zunächst zu Alkmaar zurück. Ende Juli 2023 wurde er für den Rest der Saison an den tschechischen Erstligisten Sparta Prag ausgeliehen. Nach Ablauf der Leihe verpflichtete Prag Vindahl Jensen fest.

### Nationalmannschaft
2016 lief Peter Vindahl Jensen in einem Spiel für die dänische U18-Nationalmannschaft auf; von 2016 bis 2017 kam er zu drei Partien für die U19-Nationalmannschaft. Nach einem Einsatz im Jahr 2018 für die dänische U20 kam er vorher im gleichen Jahr für die U21 zum Einsatz, als er am 22. März 2018 beim 5:0-Sieg in Wiener Neustadt gegen Österreich spielte. Für die U21 absolvierte Vindahl Jensen bis 2020 drei Spiele.